# Asen (autel portatif)
Pour les articles homonymes, voir Asen.

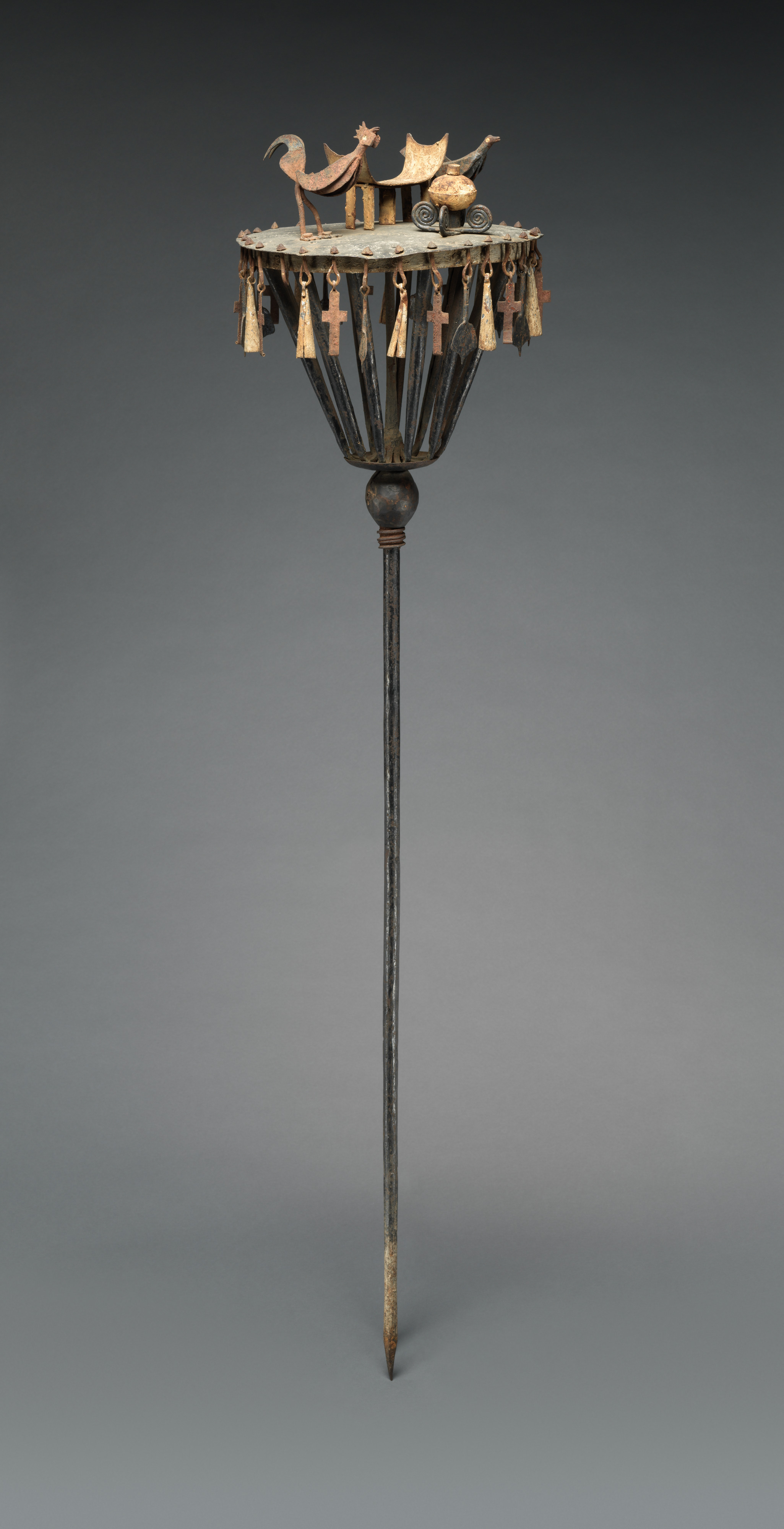
Asen, XIXe siècle.

Un asen (ou aseñ, asën, asé, asẽ, assen, assim, assin) est un objet rituel vodoun en métal utilisé parmi les populations de l'aire linguistique gbe en Afrique de l'Ouest (au sud du Ghana, du Togo, du Bénin, du Nigeria). C'est une sorte d'autel portatif que l'on fiche dans le sol et qui a pour fonction principale de relier le monde des vivants à celui des défunts ou des dieux. 

Constitué d'une longue tige prolongée par un cône renversé, lui-même surmonté d'un plateau à offrandes, orné ou non de scènes figuratives et de pendentifs, l'asen a connu son apogée au XIXe siècle dans l'ancien royaume de Dahomey, notamment à Abomey et Ouidah. À ce titre, il est souvent considéré comme emblématique de l'art fon.

## Étymologie
Selon le père Roberto Pazzi, missionnaire au Togo, les premières occurrences du mot dateraient des XVIIe et XVIIIe siècles sous les termes assim ou assimah. Dans une lettre du négociant Arthur Wendover datée de 1682, assim désigne « une canne sur laquelle est superposée une pièce de fer et qui est utilisée lors de rituels pour symboliser la sacralité ».

## Aire de diffusion
Les asen ont été observés au sein des aires culturelles de langues gbe, c'est-à-dire de part et d'autre du fleuve Volta à l'est du Ghana jusqu'à l'actuel État d'Ogun à l'ouest du Nigeria, sur une largeur d'environ 300 km du sud au nord. Ils sont fabriqués et utilisés principalement parmi les Ashanti du Ghana, les Adja et Ewe du Togo, les Fon, les Hueda et les Ayizo de la République du Bénin, les royaumes yoruba et edo du Nigeria.

## Histoire
Chaque asen est propre à une personne

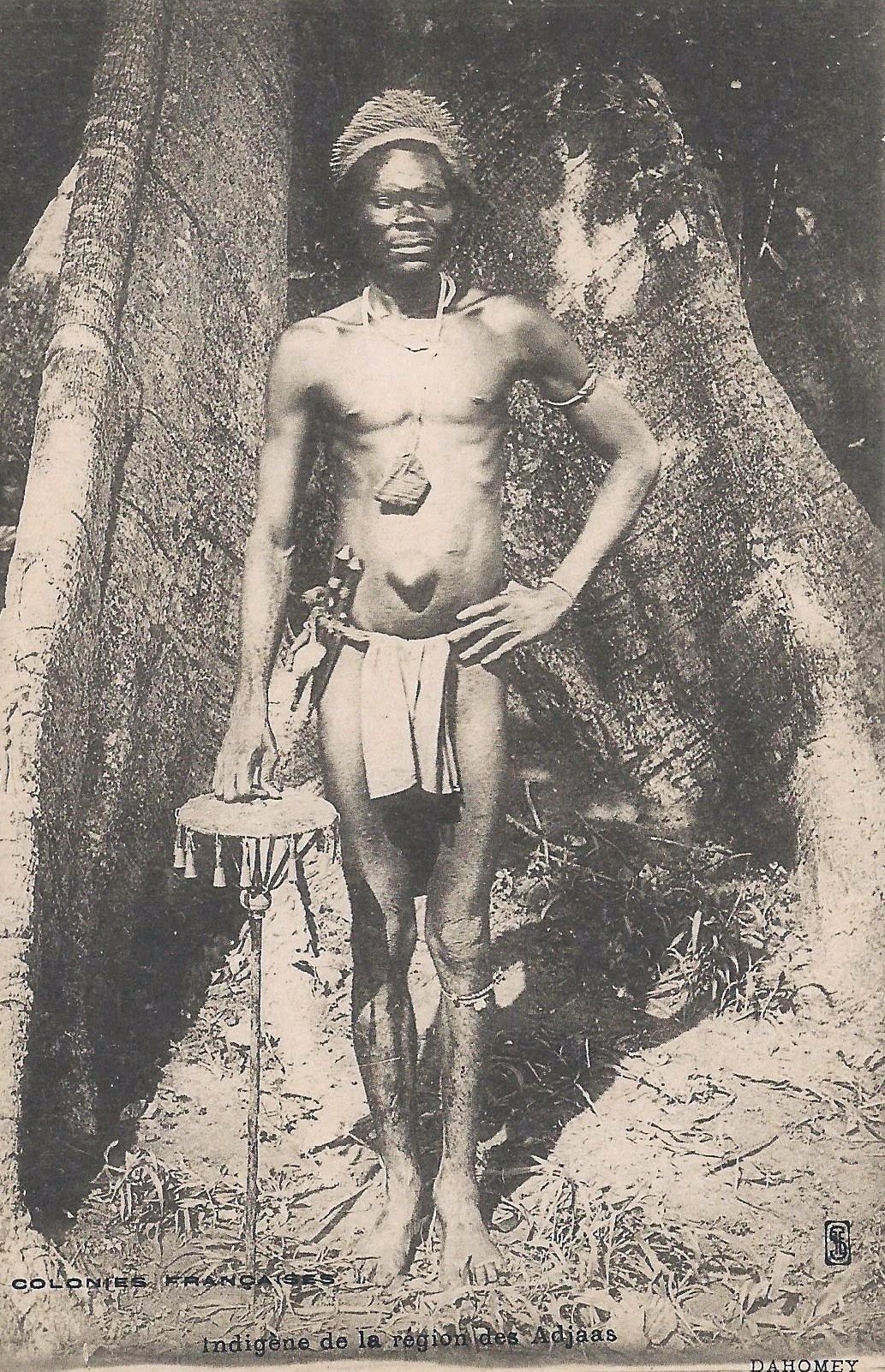
« Indigène de la région des Adjaas (Dahomey) » (vers 1900).
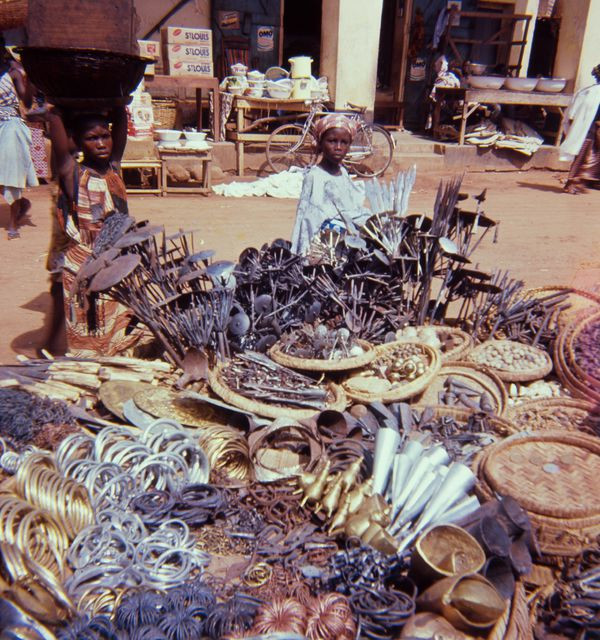
Vente de petits asens sur le marché de Porto-Novo (1966).
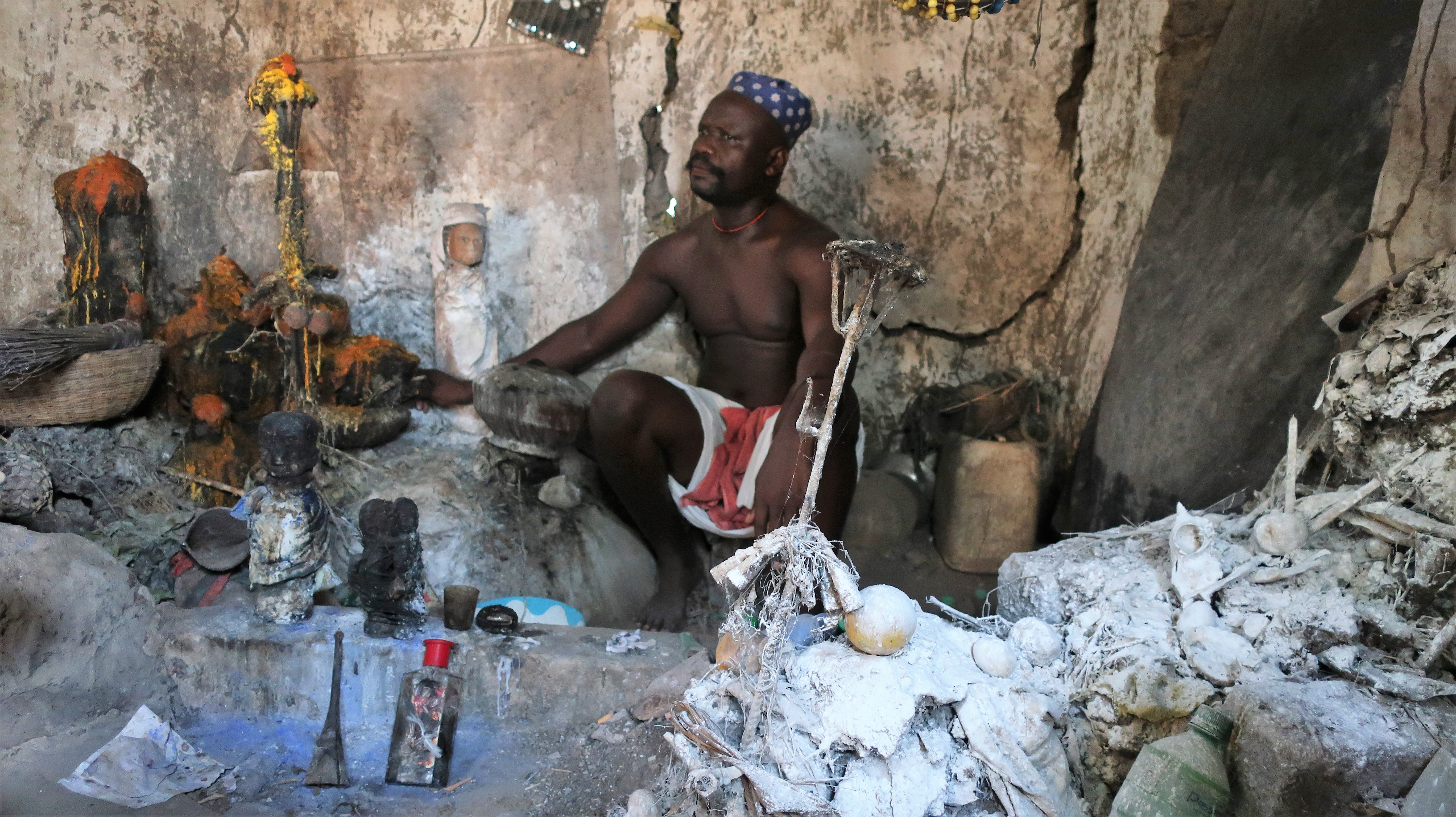
Prêtre vodou entouré de fétiches et d'un asen (Adjaha, 2018).

## Description
En 1911, Auguste Le Hérissé publie plusieurs types d'asën.

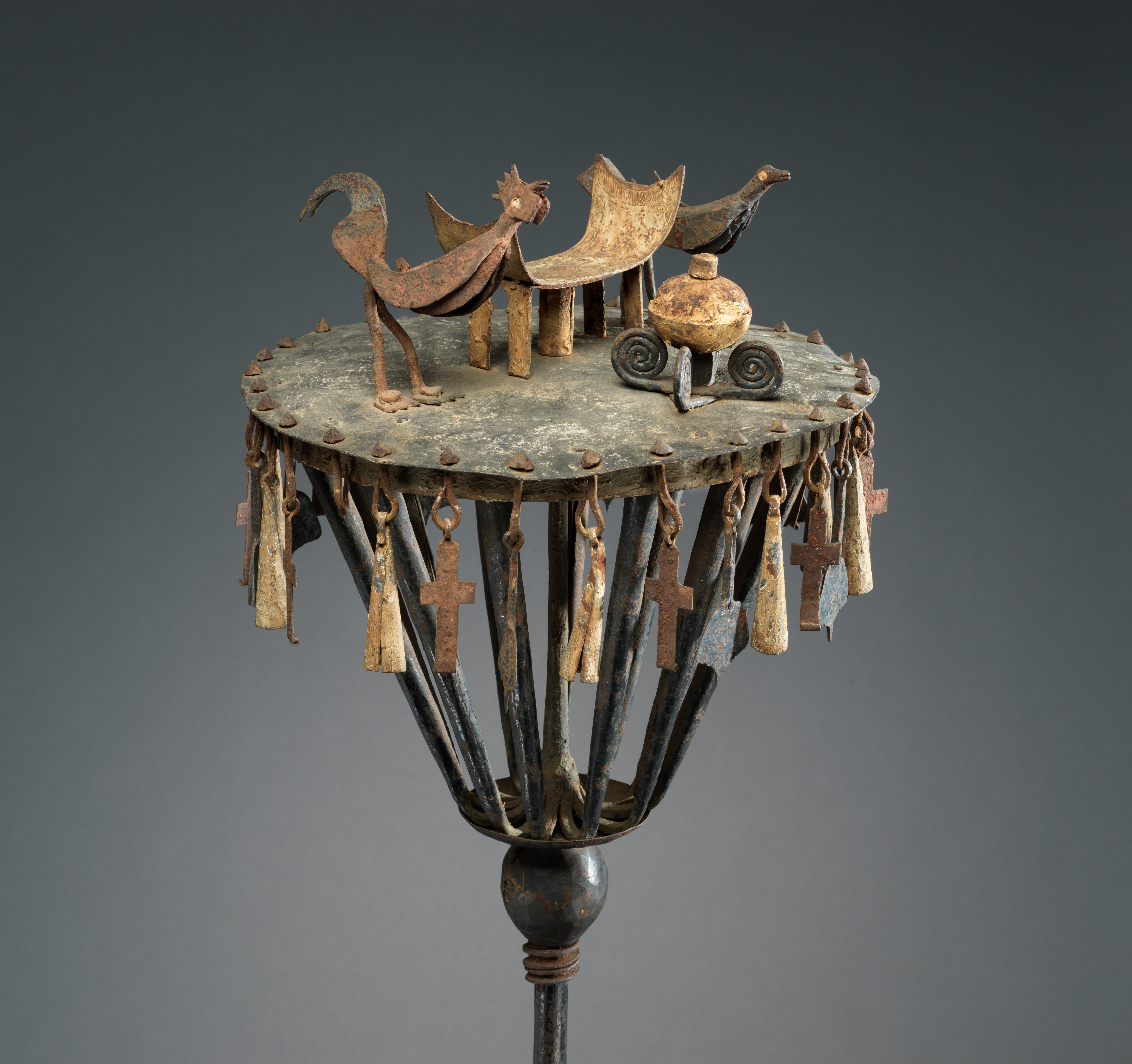
Metropolitan Museum of Art, New York
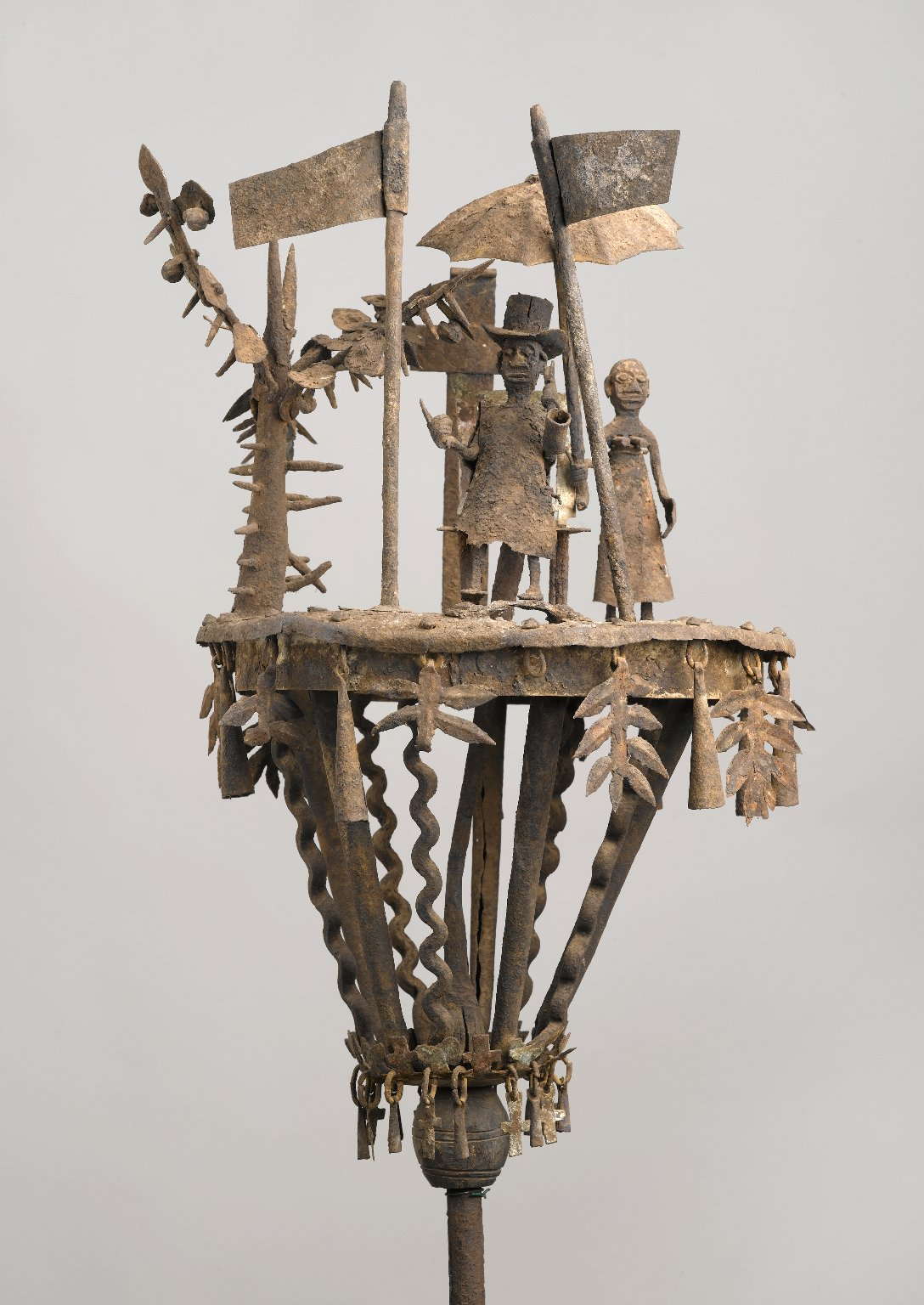
Brooklyn Museum
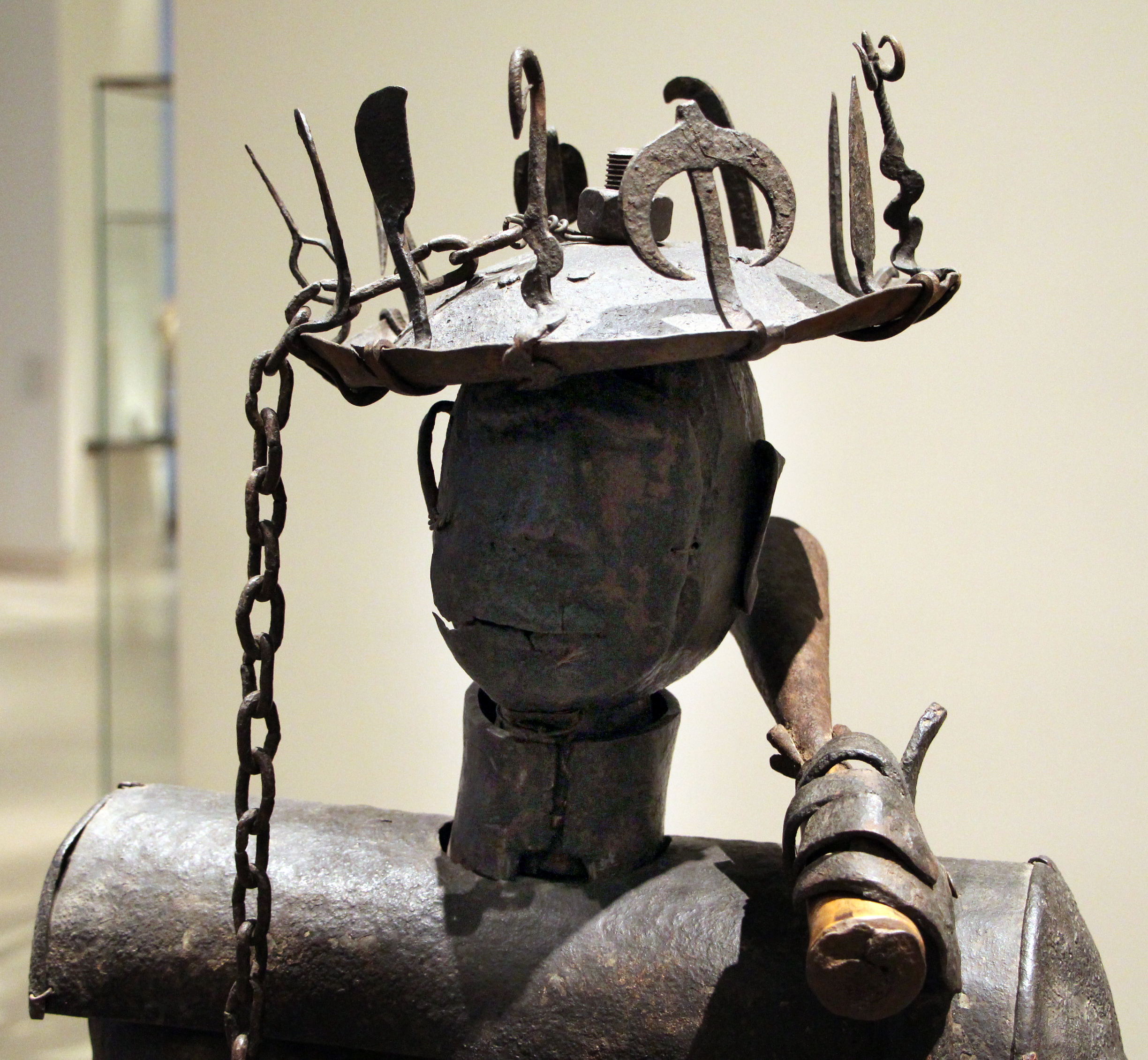
Couvre-chef du dieu Gou (Pavillon des sessions, Musée du Louvre)
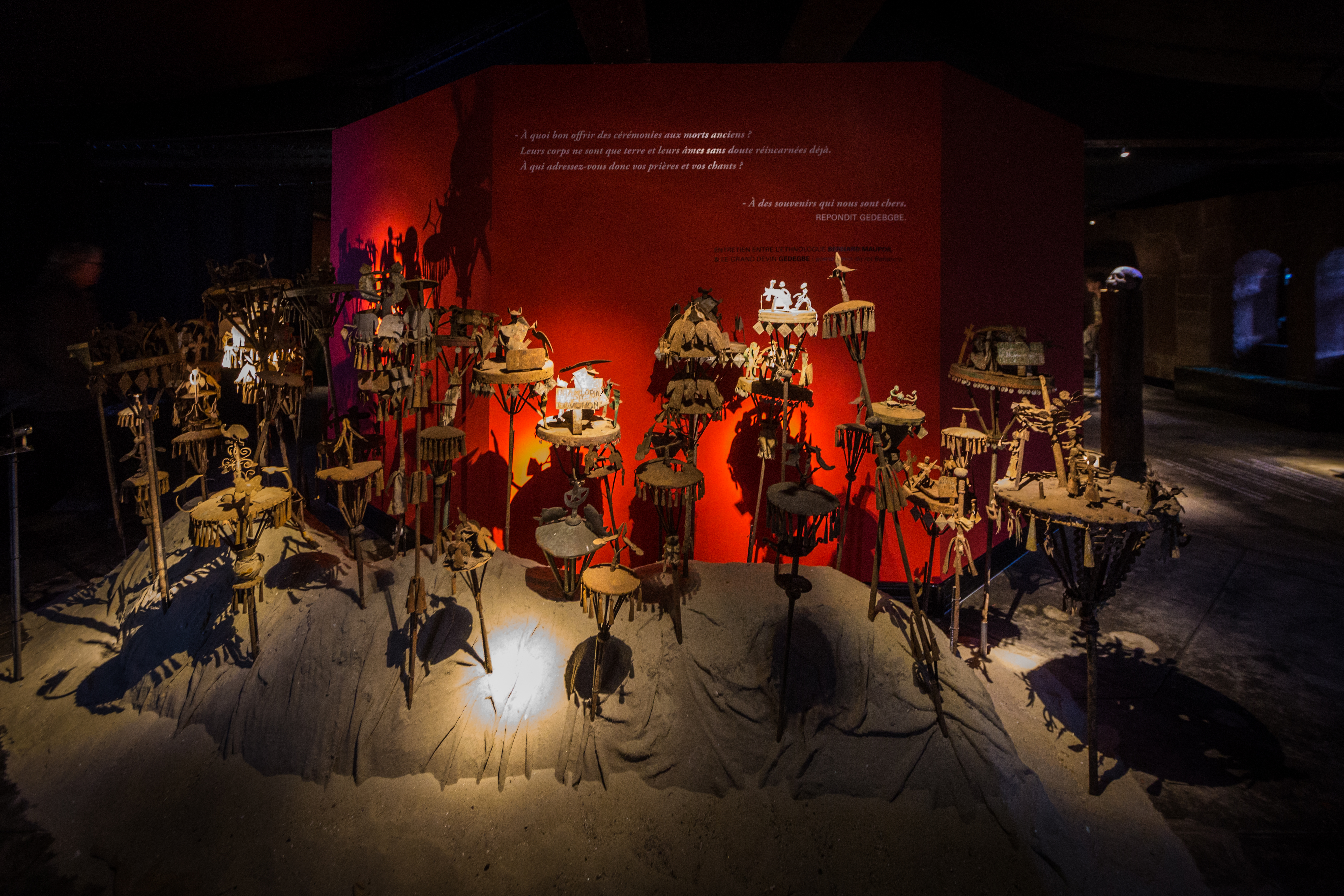
Collection d'asens au musée Vodou de Strasbourg.